# Tortue molle à épines
Espèce
Synonymes
- Trionyx spiniferus Lesueur, 1827
- Trionyx ocellatus Lesueur, 1827
- Apalone hudsonica Rafinesque, 1832
- Trionyx annulifer Wied, 1839
- Tyrse argus Gray, 1844
- Aspidonectes asper Agassiz, 1857
- Trionyx spiniferus asper (Agassiz, 1857)
- Aspidonectes emoryi Agassiz, 1857
- Trionyx spiniferus emoryi (Agassiz, 1857)
- Aspidonectes nuchalis Agassiz, 1857
- Gymnopus olivaceus Wied, 1865
- Platypeltis agassizii Baur, 1888
- Amyda spinifera hartwegi Conant & Goin, 1948
- Trionyx spiniferus hartwegi (Conant & Goin, 1948)
- Trionyx ater Webb & Legler, 1960
- Trionyx spiniferus ater Webb & Legler, 1960
- Apalone spinifera ater (Webb & Legler, 1960)
- Apalone ater (Webb & Legler, 1960)
- Trionyx spinifer pallidus Webb, 1962

Statut de conservation UICN

 LC  : Préoccupation mineure
Statut CITES
Apalone spinifera, la Tortue molle à épines,  est une espèce de tortues de la famille des Trionychidae.

## Aire de répartition
Cette espèce se rencontre en Amérique du Nord. Elle se rencontre :
- au Canada dans les provinces d'Ontario et du Québec ;
- au Mexique dans les États du Chihuahua, du Coahuila, du Nuevo León et du Tamaulipas ;
- aux États-Unis.

Elle a été introduite à Hawaï.

## Description

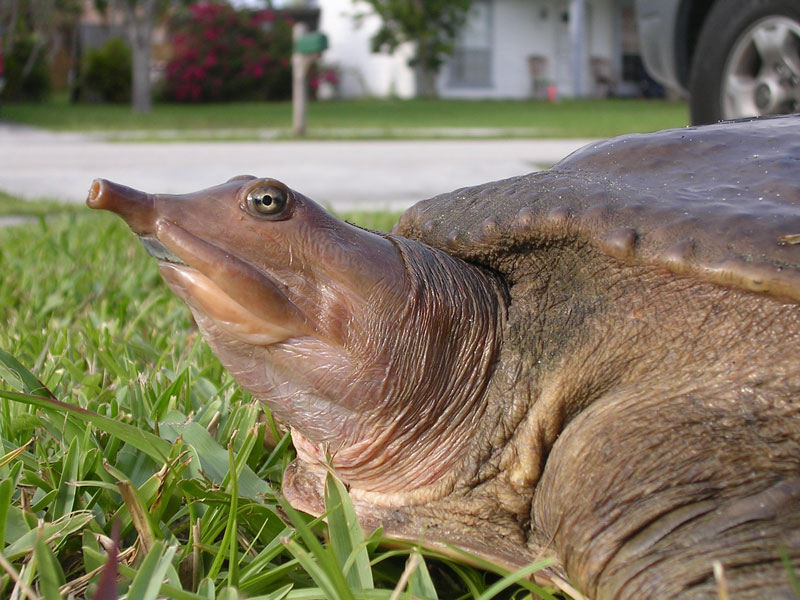

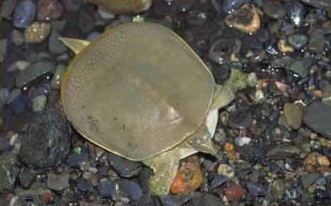

C'est une espèce de tortue d'eau douce dont il existe de nombreuses sous-espèces difficiles à distinguer.
La carapace dorsale quasi circulaire de la tortue à carapace molle ressemble à une crêpe ; elle est recouverte d'une peau coriace plutôt que de dures plaques cornées, comme la plupart des carapaces de tortues. Chez les grosses femelles elle peut atteindre environ 43 cm de longueur.
Surtout aquatique, cet animal préfère les régions de sable et de boue, où il demeure dans l'eau peu profonde, ne laissant souvent sortir que ses narines. Elle mange des écrevisses, des insectes aquatiques et des petits poissons.

## Liste des sous-espèces
Selon TFTSG (30 juin 2011) :
- Apalone spinifera aspera (Agassiz, 1857)
- Apalone spinifera atra (Webb & Legler, 1960)
- Apalone spinifera emoryi (Agassiz, 1857)
- Apalone spinifera guadalupensis (Webb, 1962)
- Apalone spinifera pallida (Webb, 1962)
- Apalone spinifera spinifera (Lesueur, 1827)

## Publications originales
- Agassiz, 1857 : Contributions to the Natural History of the United States of America. Little, Brown & Co., Boston, vol. 1, p. 1-452 (texte intégral).
- Lesueur, 1827 : Note sur deux espèces de tortues, du genre Trionyx de M. Geoffroy–Saint–Hilaire. Mémoires du Musée d’Histoire Naturelle, Paris, vol. 15, p. 257–268 (texte intégral).
- Webb, 1962 : North American Recent soft-shelled turtles (family Trionychidae). University of Kansas Publications, Museum of Natural History, vol. 13, no 10, p. 429–611 (texte intégral).
- Webb & Legler, 1960 : A new softshell turtle (genus Trionyx) from Coahuila, Mexico. University of Kansas Science Bulletin, vol. 40, no 2, p. 21–30 (texte intégral).